# José Pauwels
José Pauwels (Sint-Niklaas, 24 juli 1929 - Sint-Gillis-Waas, 7 juli 2012) was een Belgisch baanwielrenner.

## Carrière
Pauwels werd in 1951 tweede op het Belgisch kampioenschap voor amateurs. In 1952 won hij de derde etappe in de Ronde van België voor amateurs en nam hij deel aan de Olympische Spelen waar hij 5e werd in de ploegenachtervolging.

## Erelijst
| Jaar     | BK            | EK       | WK       | Overige                                    |
| Amateurs | Amateurs      | Amateurs | Amateurs | Amateurs                                   |
| -------- | ------------- | -------- | -------- | ------------------------------------------ |
| 1952     | Achtervolging |          |          | Olympische Spelen: 5e ploegenachtervolging |

## Varia
Oud-wielrenner en tv-commentator José De Cauwer werd naar José Pauwels vernoemd.